# 마틴 에이미스
마틴 에이미스 경(영어: Sir Martin Amis, 1949년 8월 25일~2023년 5월 19일)은 영국의 소설가, 수필가, 회고록 작가, 시나리오 작가다. 그는 소설 《돈: 유서》(1984년)와 《런던 필즈》(1989년)로 가장 잘 알려져 있다. 회고록 《경험》으로 제임스 테이트 블랙 기념상을 수상했으며 부커상에는 두 번(1991년 《시간의 화살》, 2003년 《노란 개》)에 이름을 올렸다. 에이미스는 2011년까지 맨체스터 대학교의 새로운 글쓰기 센터의 창조적 글쓰기 교수로 재직했다. 2008년에 《타임스》는 그를 1945년 이후 50명의 위대한 영국 작가 중 한 명으로 선정했다. 그의 아버지는 유명한 소설가 킹즐리 에이미스다.

## 서훈
- 2023년 기사작위(Knight Bachelor) 서임[3]